# Lieutenant-général (Canada)

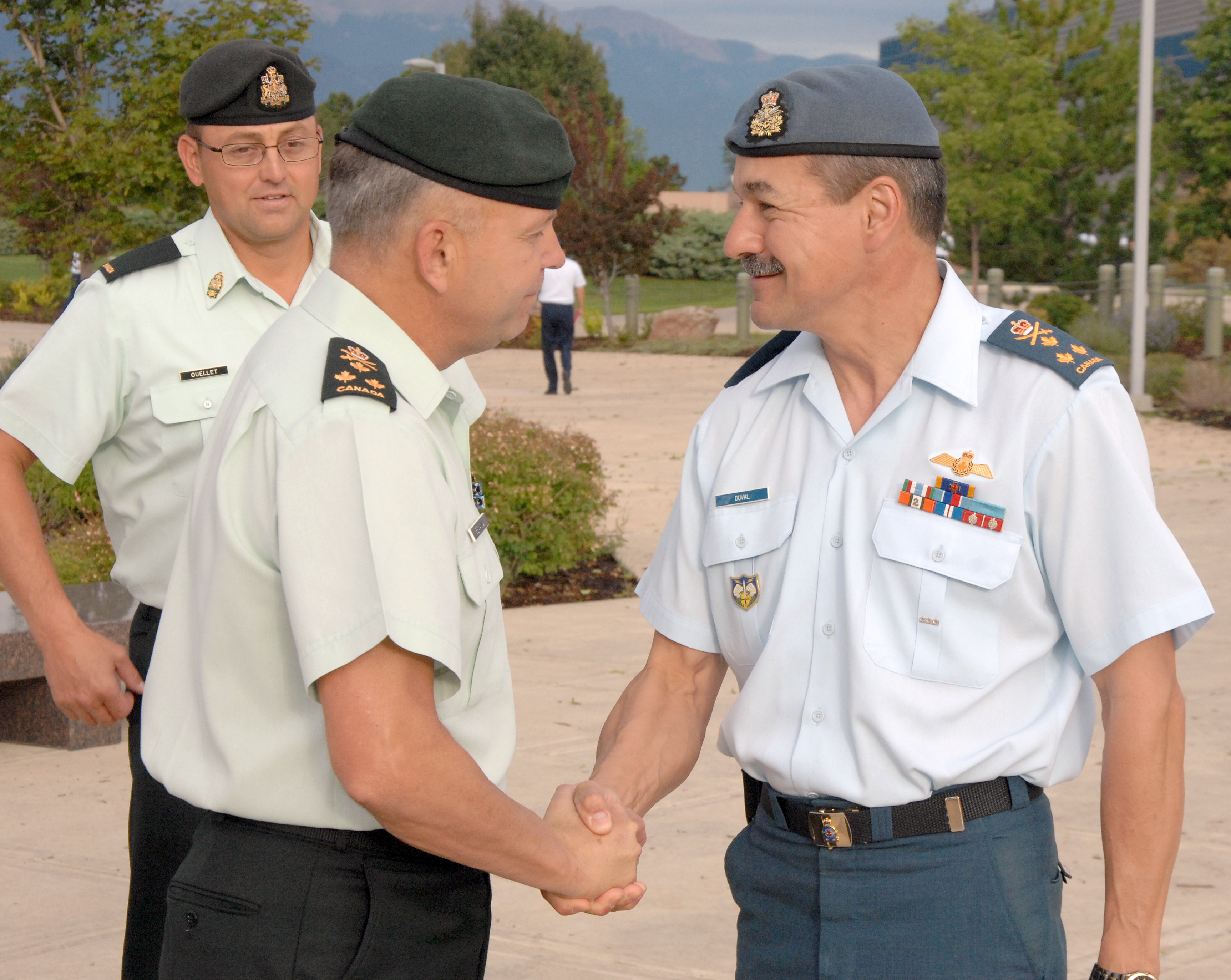
Un lieutenant-général de l'Armée canadienne (à gauche) et un lieutenant-général de l'Aviation royale canadienne (à droite)

Au sein des Forces armées canadiennes, le grade de lieutenant-général abrégé en LGén (lieutenant-general abrégé en LGen en anglais) correspond au deuxième plus haut grade des officiers généraux. Dans la hiérarchie, il se situe immédiatement au-dessus du grade de major-général et en dessous du grade de général. Il est équivalent au grade de vice-amiral de la Marine royale canadienne. Il correspond également au grade d'officier « trois étoiles » identifié par le code OF-8 des Codes OTAN des grades du personnel militaire. Avant 1968, le grade était connu en tant que air marshal (« maréchel de l'air ») au sein des Forces aériennes.

## Insignes

Insigne d'épaule de la tunique d'un lieutenant-général de l'Armée canadienne
Insigne de manche de la tunique d'un lieutenant-général de l'Armée canadienne
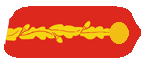
Hausse-col de la tunique d'un lieutenant-général de l'Armée canadienne
Insigne d'épaule de la tunique d'un lieutenant-général de l'Aviation royale canadienne
Insigne de manche de la tunique d'un lieutenant-général de l'Aviation royale canadienne

## Rôle
Un lieutenant-général occupe généralement les positions de commandement ou d'administration les plus senior à l'exception de celle de chef d'état-major de la Défense qui est occupée par un général ou un amiral. Les positions occupées par un lieutenant-général les plus connues sont celles de vice-chef d'état-major de la Défense (en), de chef d'état-major adjoint de l'Attaque, de commandant de l'Armée canadienne et de commandant de l'Aviation royale canadienne.

## Annexe